# Ngân hàng Hà Lan
Ngân hàng Hà Lan (De Nederlandsche Bank, DNB) là ngân hàng trung ương của Hà Lan, thuộc Hệ thống các Ngân hàng Trung ương châu Âu (ESCB).

## Lịch sử
Ngày 2/5/1998, các nguyên thủ châu Âu đã quyết định sẽ bắt đầu một liên minh kinh tế và tiền tệ vào ngày 1/1/1999 với mười một quốc gia thành viên của Liên minh châu Âu (EU), trong đó có Hà Lan. Tới 1/6/1998 ngân hàng trung ương của Hà Lan, De Nederlandsche Bank N.V., đã cấu thành nên Hệ thống các Ngân hàng Trung ương châu Âu (ESCB). Cùng ngày, đạo luật ngân hàng mới (của năm 1998) có hiệu lực. Với gần 185 năm tồn tại, Ngân hàng Hà Lan bước sang một trang mới.